# How They Stopped the Run on the Bank
How They Stopped the Run on the Bank est un film muet américain réalisé par Otis Turner et sorti en 1911.

## Fiche technique
- Titre : How They Stopped the Run on the Bank
- Réalisation : Otis Turner
- Scénario : Otis Turner, Lanier Bartlett
- Producteur : William Selig
- Société de production : Selig Polyscope Company
- Pays d'origine :  États-Unis
- Format : Noir et blanc — 35 mm — 1,33:1
- Genre : Comédie dramatique
- Dates de sortie : 
  -  États-Unis : 19 octobre 1911

## Distribution
- George L. Cox : Dick Thatcher
- Charles Clary : Mr Church
- Kathlyn Williams : Dorothy Church
- William Stowell
- Frank Weed
- Rex De Rosselli
- Winifred Greenwood
- Lillian Leighton
- Adrienne Kroell
- Duke, le lion
- Hobart Bosworth
- Tom Santschi